# الاتفاقية الدولية لحماية كل الأشخاص من الاختفاء القسري
الاتفاقية الدولية لحماية كل الأشخاص من الاختفاء القسري (ICPPED)، هي وثيقة دولية لحقوق الإنسان تابعة للأمم المتحدة، هدفها منع الاختفاء القسري المحدد في القانون الدولي إضافة إلى الجرائم ضد الإنسانية. اعتمدت الصيغة من قبل الجمعية العامة للأمم المتحدة في 20 ديسمبر من عام 2006، وفتح باب التوقيع عليها في 6 فبراير من عام 2007، كما دخلت حيز النفاذ في 23 ديسمبر من عام 2010 ومن ثم وقعت 98 دولة وصدقت 61 منها على الاتفاقية في أغسطس من عام 2019.

## المنشأ
أنشأت لجنة حقوق الإنسان «فريقًا عاملاً مفتوح العضوية ما بين الدورات لصياغة مسودة وثيقة ناظمة ملزمة قانونياً لحماية كل الأشخاص من الاختفاء القسري» في عام 2001، وذلك عقب قرار الجمعية العامة في عام 1992 الذي تضمن إعلان 21 مادة عن الاختفاء القسري وعقب قرارها الذي يطلب تقديماً للتوصيات في عام 1978.
أنهت هذه المجموعة عملها في عام 2006، من ثم اعتمد مجلس حقوق الإنسان مشروع الاتفاقية الدولية في 29 يونيو من عام 2006، كما رُحب بالعرض الذي قدمته فرنسا لاستضافة مراسم التوقيع.
اعتمدت الجمعية العامة نص الاتفاقية دون تصويت في 20 ديسمبر من عام 2006، وثم فتحته للتوقيع في مراسم التوقيع في مدينة باريس.

## ملخص
حذت الاتفاقية حذو اتفاقية الأمم المتحدة المناهضة للتعذيب.
يُعرّف «الاختفاء القسري» في المادة 2 من الاتفاقية:
«اعتقال أو احتجاز أو اختطاف أو أي شكل من أشكال الحرمان من الحرية، وذلك من قبل أعوان الدولة أو أشخاص أو مجموعات من الأشخاص مأذونين من الدولة أو مدعومين ومقبولين من قبلها. ويعقب ذلك رفض الاعتراف بالحرمان من الحرية أو التستر على مصير أو مكان الشخص المختفي قسرياً ما يضعه خارج حماية القانون».
تنصّ المادة 1 من الاتفاقية على:
«لا يوجد أي ظروف استثنائية على الإطلاق لتبرير الاختفاء القسري، حتى وإن كان هناك حرب أو تهديد بالحرب أو عدم استقرار سياسي داخلي أو أي حالة من حالات الطوارئ العامة الأخرى».
كما يعرّف الاختفاء القسري على نطاق واسع ومنهجي في المادة 6 على أنه جريمة ضد الإنسانية.
يتعهد كل طرف في الاتفاقية بما يلي:
- التحقيق في أفعال الاختفاء القسري وتقديم المسؤولين عنها إلى العدالة. ضمان تصنيف الاختفاء القسري كجريمة بموجب قانون الدولة الجنائي. إقامة الولاية القضائية على جريمة الاختفاء القسري في حال وجود الجاني المزعوم داخل أراضي الدولة حتى وإن لم يكن مواطناً أو مقيماً.
- التعاون مع الدول الأخرى في مقاضاة الجناة أو تسليمهم، وفي مساعدة ضحايا الاختفاء القسري أو في تحديد مكان رفاتهم وإعادته.
- احترام المعايير القانونية الدنيا المتعلقة بالحرمان من الحرية بما فيها حق الطعن بقرار السجن في المحكمة.
- إنشاء سجل للأشخاص المسجونين حالياً والسماح بفحصه من قبل الأقارب والمحامين.  ضمان حق ضحايا الاختفاء القسري أو المتضررين منه بشكل مباشر في الحصول على الجبر والتعويض (المادة 24. 4).
- أن يغطي الحق في الجبر الأضرار المادية والخطر، وعند الاقتضاء يجب أن يغطي أشكال الجبر الأخرى مثل؛ أ) الاسترداد. ب) إعادة التأهيل. ج) الإرضاء، بما في ذلك استعادة الكرامة والجبر. د) ضمان عدم التكرار. (المادة 24. 5).

ستحكم الاتفاقية من قبل اللجنة المعنية بالاختفاء القسري والتي انتخبت بواسطة أطراف الاتفاقية. تلزم الأطراف بإبلاغ اللجنة بالخطوات المتخذة لتنفيذ الاتفاقية في غضون عامين من خضوعها لها.
تشمل الاتفاقية نظاماً اختيارياً للشكاوى، حيث يمكن بموجبه التقدم بطلب إلى اللجنة للحصول على المساعدة في العثور على شخص مختف من قبل مواطني الدول الأطراف. يسمح للدول الأطراف بالانضمام إلى هذا النظام في أي وقت لكنهم لا يستطيعون الانسحاب منه إلا عند التوقيع.

## التحفظات

### نيوزيلاندا
على الرغم من دعم الحكومة في نيوزيلاندا للاتفاقية وانضمامها إلى توافق الآراء واعتماده، إلا أنها تمتلك مخاوف كبيرة فيما يتعلق بالتناقضات بين الاتفاقية والقانون الدولي الثابت. حيث يعرّف الاختفاء القسري كجريمة ضد الإنسانية في المادة 5 وأحكام المادة 6 المتعلقة بمسؤولية القيادة. أعرب المتحدث باسم وزارة الخارجية والتجارة في نيوزيلاندا بأنهم «لا يمتلكون خططًا فورية» للتوقيع أو التصديق على الاتفاقية.

### المملكة المتحدة
صرّحت المملكة المتحدة عن موقفها خلال المناقشة التي لحقت اعتماد قرار الجمعية العامة بشأن بعض النقاط النظرية حول الاتفاقية. على سبيل المثال، تنص المادة 18 على الحد الأدنى للمعلومات التي ينبغي أن يعرفها المحامي أو قريب الشخص المحروم من حريته (متى حصل الاعتقال ومن أعطى الأوامر والحالة الصحية للشخص مثلاً)، إلا أن السفير أوضح بأنه في حال حرم شخص ما من حريته بشكل قانوني وفقاً لقوانين البلاد ولم يكن «اختفاء قسريًا» فبالتالي يجب أن يُسمح بحجب هذه المعلومات عن الأقارب والمستشار القانوني.
طُرح في البرلمان سؤال حول وجود أي نية لتوقيع الاتفاقية وكانت الإجابة متوافقة مع ما تحتاجه الحكومة، فصرّحوا بأنه «يجب إجراء تحليل مفصل لأحكام الاتفاقية وآثار تنفيذها من أجل تحديد موقف المملكة المتحدة من التصديق».

### الولايات المتحدة
أسفر طرح سؤال خلال البيان الصحافي اليومي لوزارة الخارجية الأمريكية والذي تزامن مع تاريخ مراسم توقيع الاتفاقية عما يلي:
سؤال: هل لاحظتم بأن هناك 57 دولة وقعّت اليوم على اتفاقية تمنع الحكومات من احتجاز المعتقلين سراً إلا أن الولايات المتحدة لم تكن مشمولة فيها؟
السيد مكورماك: نعم، أدرك أنه توجد اتفاقية لحماية جميع الأشخاص والمختفين قسرياً. أنا أعلم وأمتلك بعض المعلومات عنها يا جورج. أعترف بأنني لا أملك كل التفاصيل. أعلم بأننا شاركنا في جميع الاجتماعات التي أطلقت المشروع. علاوة على ذلك، لا يمكنني أن أقدم لك أسباباً محددة من منصتي حول الأسباب التي حالت دون توقيعنا لها. لقد وضعنا مستنداً عاماً ويمكنني تقديمه لك بعد قليل، فهو يوضح أسباب عدم مشاركتنا في المشروع. كتعليق عام، أعتقد أن المشروح قد طُرح للتصويت ووضع للتوقيع إلا أنه لم يلبي احتياجاتنا وتوقعاتنا.

## الموقعون والتصديقات
حصلت الاتفاقية على 57 توقيعاً بعد أن فتحت للتوقيع في مدينة باريس. لم توقع الولايات المتحدة على الاتفاقية ما أثار بعض الجدل، وبررت الأمر بأن الاتفاقية «لم تلبّ توقعاتها». لم تبادر العديد من الدول الأوروبية في التوقيع على الاتفاقية بما في ذلك المملكة المتحدة وإسبانيا وإيطاليا وألمانيا وهولندا، إلا أنهم وقّعوا عليها وصدّقوها لاحقاً باستثناء المملكة المتحدة. أما عن الدول التي وقعت منذ البداية فهي تشمل ألبانيا والجزائر والأرجنتين والنمسا وأذربيجان والبرازيل وبوركينا فاسو وبوروندي والكونغو وكرواتيا وفرنسا وغانا وغواتيمالا وهايتي واليابان وليتوانيا والمالديف ومولدافيا والمغرب وأوغندا والسنغال وصربيا وسيراليون ومقدونيا وتشاد وتونس وفانواتو وبلجيكا وبوليفيا والبوسنة والهرسك والكاميرون والرأس الأخضر وتشيلي وجزر القمر وكوستاريكا وكوبا وقبرص وفنلندا وغرينادا وهندوراس والهند وكينيا ولبنان ولوكسمبورغ ومدغشقر ومالي ومالطا والمكسيك وموناكو ومنغوليا والجبل الأسود والنيجر وباراغواي والبرتغال وساموا والسويد وأوروجواي.
أصبح عدد الدول المصدقة على الاتفاقية 59 دولة مصدقة ومنضمة، بدءاً من شهر سبتمبر من عام 2018.

## الحملة الدولية للاتفاقية
يعتبر التحالف الدولي لمكافحة عمليات الاختفاء القسري (ICAED) بمثابة شبكة عالمية تحتوي على منظمات من أسر المختفين ومنظمات غير حكومية معنية بحملات غير عنيفة ضد الاختفاء القسري على المستوى المحلي والوطني والدولي. أسس هذا التحالف في عام 2007 كثمرة لكفاح استمر لأكثر من 25 عاماً في العمل مع أسر المختفين والمدافعين عن حقوق الإنسان من أجل إحداث صك دولي ملزم قانوناً ضد حالات الاختفاء القسري. يعتبر هدف التحالف الأساسي العملَ معاً للحصول على التصديق المبكر والتنفيذ الفعال للاتفاقية الدولية لحماية كل الأشخاص من الاختفاء القسري. تقوم منظمة العفو الدولية بعدد من الحملات لدفع كوستاريكا وباكستان وتيمور الشرقية وبوروندي والبرتغال والمغرب ولبنان والرأس الأخضر وصربيا وباراغواي للتصديق على الاتفاقية.